# Foreste di conifere tropicali e subtropicali

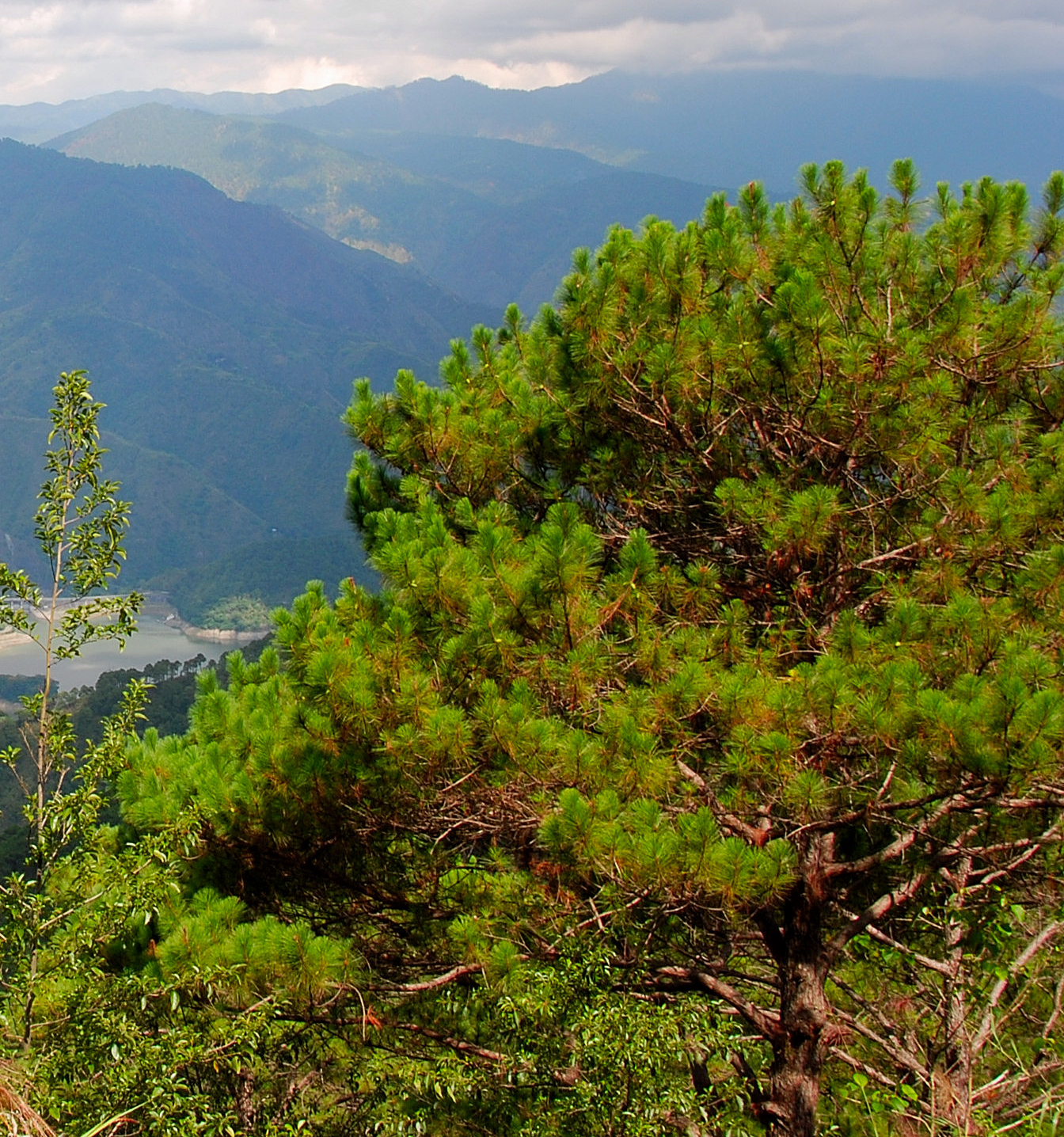
Foresta montana di pino di Luzon, nelle Filippine

Le foreste di conifere tropicali e subtropicali costituiscono un bioma definito dalla lista Global 200 del WWF, che non trova corrispondenza in classificazioni di altri autori. È localizzato nelle regioni montuose umide alle latitudini tropicali e sub-tropicali. 
La maggior parte di queste foreste si trovano nelle ecozone neartica e neotropicale, a partire dagli stati meridionali della costa orientale degli Stati Uniti d'America fino al Nicaragua e sulle Antille, le Bahamas e la Bermuda. Le altre foreste di conifere tropicali e subtropicali si trovano in Asia.
Al di fuori delle Americhe e delle grandi catene montuose asiatiche, questo tipo di foreste è raro e predomina solo su alcune isole.

Distribuzione del bioma

## Caratteristiche
Gli ecosistemi che compongono questo bioma sono boschi di conifere densi accompagnati da sottoboschi con funghi, felci, arbusti e piccoli alberi.
Sono notevoli le presenze di uccelli e farfalle migratrici. 
Nei luoghi dove la foresta è più secca, questa lascia spazio a una macchia rada spinosa e caratterizzata da piante succulente.

## Localizzazione
In America, si trovano 
- boschi sulle montagne dell'America centrale, normalmente a composizione mista pino - quercia che nelle catene montuose messicane possono presentare le maggiori diversità;
- boschi di pino delle Antille.

In Asia, si trovano:
- foreste di conifere in Birmania, Sumatra e Luzon;
- foreste di conifere nel subcontinente indiano, ai piedi del Himalaya.

## Ecoregioni
Il bioma comprende le seguenti ecoregioni terrestri:
| Ecozona      | Ecoregione                                                       | Codice WWF | Paesi                                                |
| ------------ | ---------------------------------------------------------------- | ---------- | ---------------------------------------------------- |
| Indomalese   | Pineta subtropicale dell'Himalaya                                | IM0301     | Bhutan, India, Nepal, Pakistan                       |
| Indomalese   | Pineta tropicale di Luzon                                        | IM0302     | Filippine                                            |
| Indomalese   | Pineta dell'India nordoccidentale e Birmania                     | IM0303     | Birmania, India                                      |
| Indomalese   | Pineta tropicale di Sumatra                                      | IM0304     | Indonesia                                            |
| Neartica     | Foreste di conifere subtropicali di Bermuda                      | NA0301     | Bermuda                                              |
| Neartica     | Foresta di pino e quercia della Sierra Madre occidentale         | NA0302     | Messico, Stati Uniti d'America                       |
| Neartica     | Foresta di pino e quercia della Sierra Madre orientale           | NA0303     | Messico, Stati Uniti d'America                       |
| Neotropicale | Pinete delle Bahamas                                             | NT0301     | Bahamas, Turks e Caicos                              |
| Neotropicale | Pineta del Belize                                                | NT0302     | Belize                                               |
| Neotropicale | Foresta di pino e quercia dell'America centrale                  | NT0303     | El Salvador, Guatemala, Honduras, Messico, Nicaragua |
| Neotropicale | Pineta di Cuba                                                   | NT0304     | Cuba                                                 |
| Neotropicale | Pineta di Hispaniola                                             | NT0305     | Repubblica Dominicana, Haiti                         |
| Neotropicale | Pineta dei Miskito                                               | NT0306     | Honduras, Nicaragua                                  |
| Neotropicale | Foresta di pino e quercia della Sierra de la Laguna              | NT0307     | Messico                                              |
| Neotropicale | Foresta di pino e quercia della Sierra Madre de Oaxaca           | NT0308     | Messico                                              |
| Neotropicale | Foresta di pino e quercia della Sierra Madre del Sur             | NT0309     | Messico                                              |
| Neotropicale | Foresta di pino e quercia della fascia vulcanica trans-messicana | NT0310     | Messico                                              |

## Galleria d'immagini

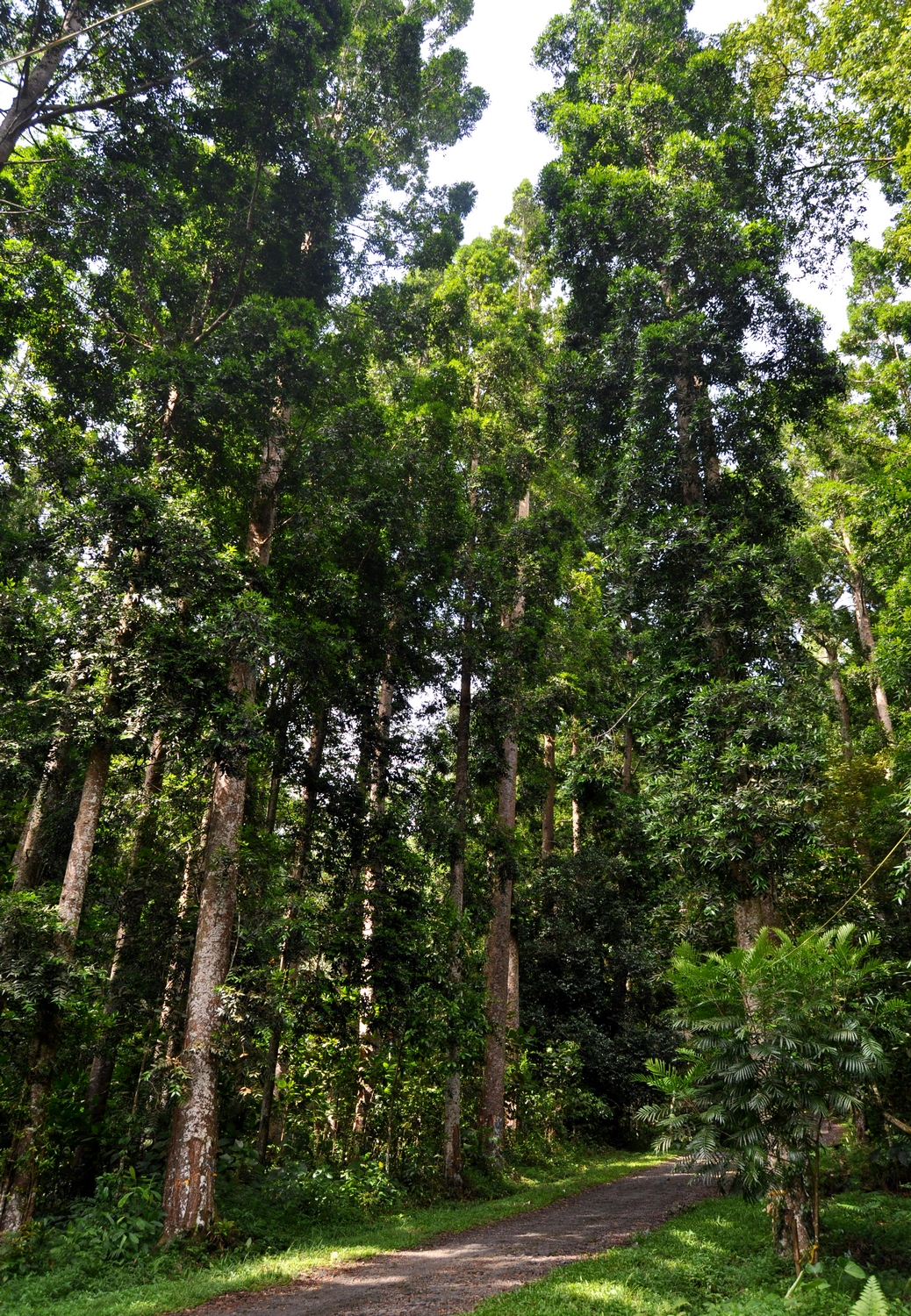
Foresta di Agathis dammara a Sukabumi (Giava occidentale)
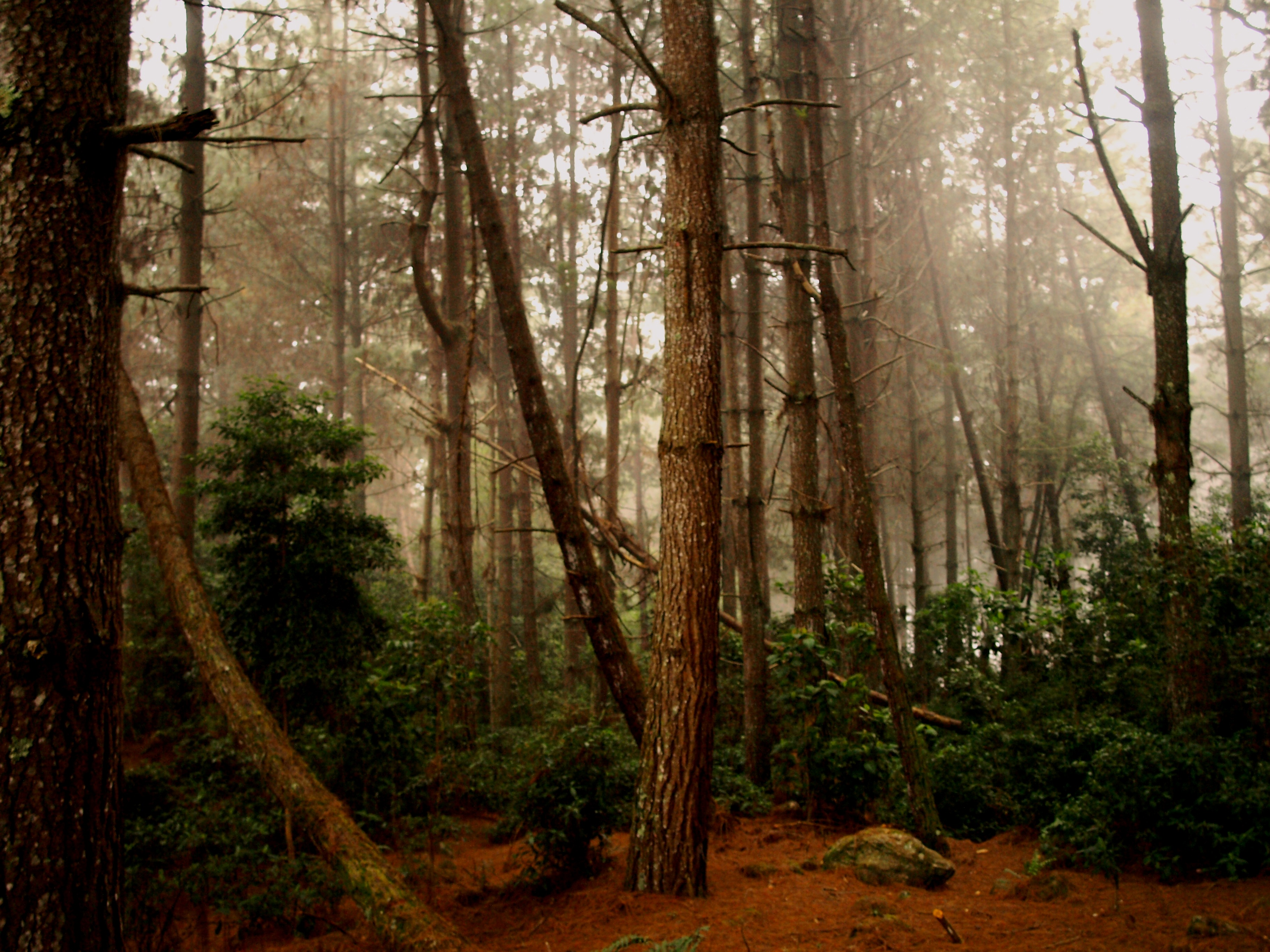
Foresta a Mérida (Messico)
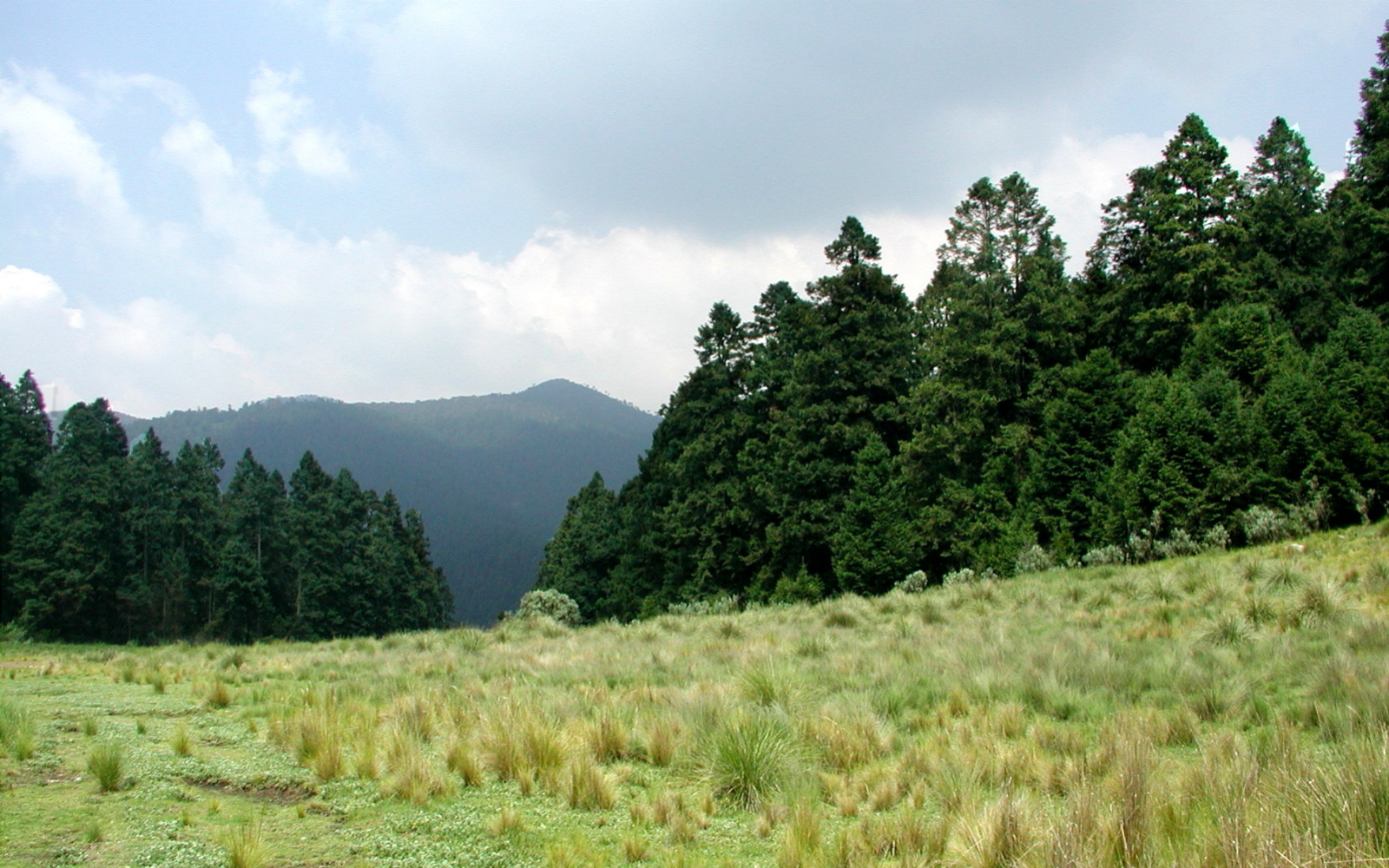
Boschi di Abies religiosa nello stato di Messico
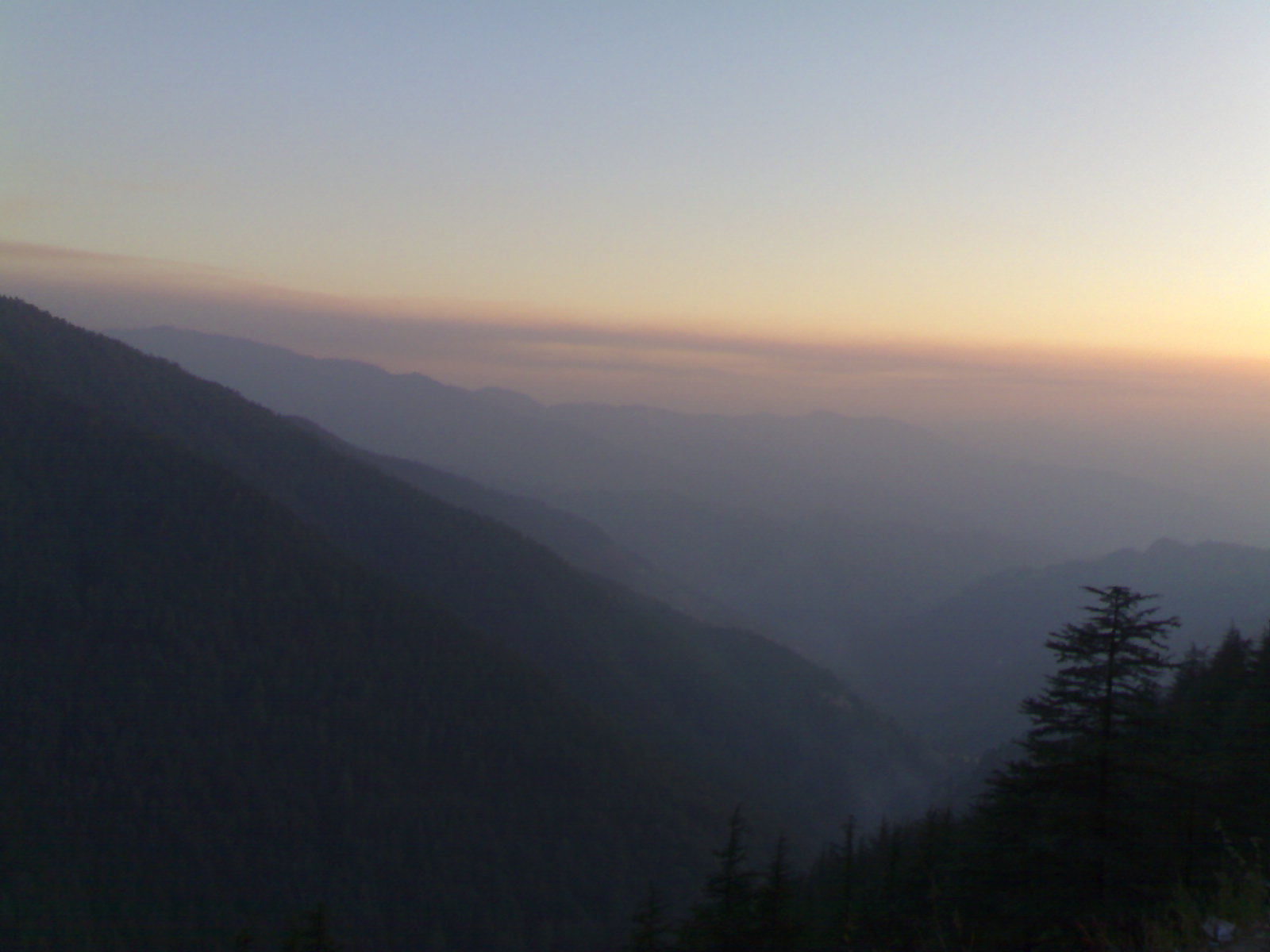
Foresta di conifere tra Shimla e Kufri (India)